# Вільям Кінг (єпископ)
Єпископ Вільям Кінг (англ. William King, 1 травня 1650 – 8 травня 1729) – англіканський священник Церкви Ірландії, архієпископ Дубліна з 1703 по 1729 рік. Відомий політик, літератор, письменник, підтримував так звану «Славетну революцію». Він мав значний політичний вплив в Ірландії, включаючи право вето на призначення суддів. Уповноважений охоронець Великої печатки Ірландії в 1710 – 1711 роках. 

## Життєпис

### Ранні роки
Вільям Кінг народився в травні 1650 року в графстві Антрім, Ірландія у родині Джеймса Кінга та його дружини. Його батьки були недавніми іммігрантами в Ірландію з Абердіна, Шотландія. Вільям Кінг здобув освіту в Королівській школі в Данганноні, графство Тірон, а потім у Трініті-коледжі Дубліна, здобувши ступінь бакалавра 23 лютого 1670 року та ступінь магістра в 1673 році.

### Кар’єра

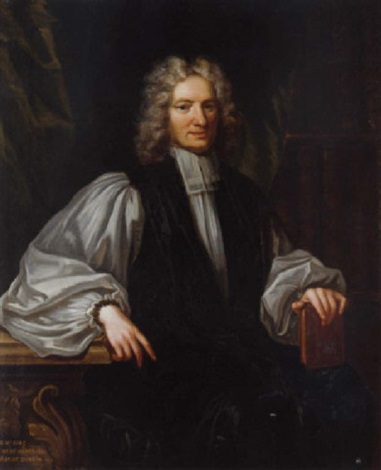
Єпископ Вільям Кінг (1650 – 1729).

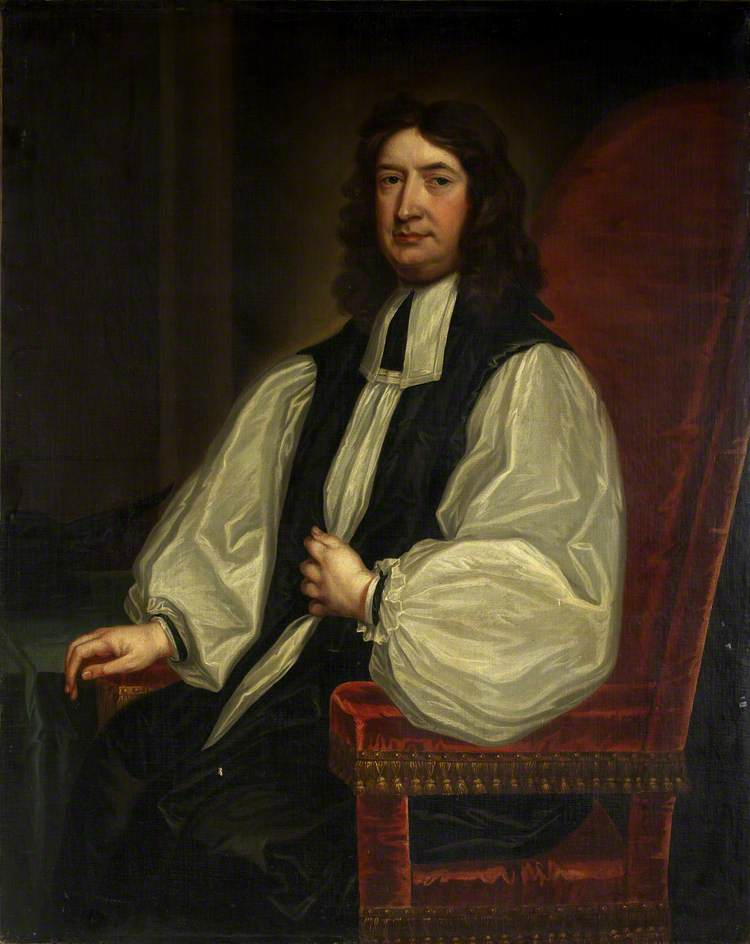
Єпископ Едмундом Лоу (1703 – 1787).

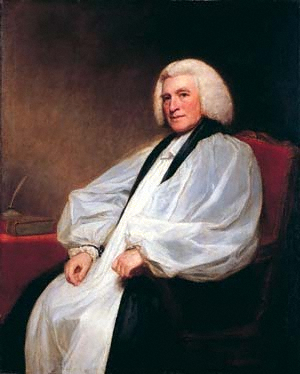
Єпископ Х’ю Боултер (1672 – 1749).

25 жовтня 1671 року Вільям Кінг був висвячений у сан диякона і став капеланом Джона Паркера, архієпископа Туама, а 14 липня 1673 року Джон Паркер дав йому парафію Кілменмор, графство Мейо. Вільям Кінг, що проживав у родині Паркера, був висвячений на священника 12 квітня 1674 року. Його підтримка так званої «Славетної революції» 1688 року сприяла його успішній кар’єрі. У 1691 році він став єпископом Деррі. У 1703 році він отримав посаду архієпископа Дубліна, і обіймав цю посаду до своєї смерті. Він дав 1000 фунтів стерлінгів на заснування «Професури богослов’я архієпископа Кінга» в Трініті-коледжі в 1718 році. Значна частина його листування збереглася та є історичним джерелом для вивчення Ірландії того часу. Помер Вільям Кінг у травні 1729 року.
Часи Вільяма Кінга як єпископа були відзначені реформами та будівництвом церков і будинків, а також щедрою благодійністю. Загалом його вважали людиною розумною та розсудливою, його політичний вплив був значним: з ним завжди консультувалися щодо суддівських призначень, іноді він мав вето щодо кандидатів, яких він вважав невідповідними. Його вплив знизився після призначення Х’ю Боултера архієпископом Арма в 1724 році, оскільки з Боултером також консультувалися щодо суддівських призначень, і вони рідко могли дійти згоди щодо відповідного кандидата.
Те, що Х’ю Боултер віддав перевагу посаді архієпископа Арма, залишивши поза увагою більш очевидні перспективні для кар’єри посади, стало для Вільяма Кінга гірким розчаруванням. Він дрібно помстився при їхній першій зустрічі, відмовившись встати зі стільця, сказавши, що він занадто старий, щоб стояти. Натомість він міг би розумно вказати, що був мучеником подагри, від якої він страждав сорок років і від якої помер через п’ять років. Він був явним противником урядової авантюри «півпенса Вуда» протягом 1720-х років. Після смерті Вільяма Кінга єпископ Теофілус Болтон придбав 6000 книг Вільяма Кінга, щоб заснувати бібліотеку Болтона в Кашелі, графство Тіпперері.

## Наукові та літературні праці
Як літератор Вільям Кінг написав книгу «Стан протестантів в Ірландії за правління короля Якова» в 1691 році та «Походження Малі» в 1702 році, перекладений англійською мовою з великими примітками Едмундом Лоу в 1731 році як «Нарис про походження зла». Ця книга  була предметом добре відомої критичної дискусії Готфріда Вільгельма Лейбніца, опублікованої як додаток до «Теодіцеї» Лейбніца.